# 小澤竜己
小澤 竜己（こざわ りゅうき、1988年2月6日 - ）は、愛知県名古屋市出身の元サッカー選手。ポジションは主にフォワード（FW）。
次姉は女優の小澤真利奈。

## 来歴
3歳からサッカーを始め、小学4年から地元クラブの名古屋FCに所属。2003年に青森山田高校に進学。1年時から背番号10を背負い エースストライカーとして活躍。3年生時には主将を務め、同期のFW伊東俊とのコンビでインターハイを制した。選手権では同期の松本怜と共に優秀選手賞を受賞。また、2004年にはU-16日本代表としてモンテギュー国際大会に出場し、決勝のイタリア戦でハットトリックを記録、優勝とともに得点王も獲得した。
2006年にJリーグ・FC東京とプロ契約。同年4月22日のG大阪戦がデビューとなった。同年のヤマザキナビスコカップ・浦和戦で初の先発出場。MFでの起用となったが、豊富な運動量で 中盤を活性化させた。2007年5月、U-20日本代表として同年のU-20ワールドカップ参加メンバーの最終選考の場となったトレーニングキャンプに参加。しかし、この頃より股関節痛を発症。それでも妥協を許さず練習を続ける姿勢が仇になり、後にグロインペイン症候群と診断され離脱。U-20ワールドカップ出場も逃した。
2008年、試合経験を積むためガイナーレ鳥取に期限付き移籍。チーム最多となる11得点を挙げたが、所属元のFC東京から契約非更新を通知され、Jリーグ合同トライアウトに参加した。2009年より、鳥取に完全移籍。徐々に出場機会を減らし、2010年シーズン終了後、契約非更新となった。
2011年よりブラウブリッツ秋田に完全移籍。3トップの布陣を採っていたこともあり、サイドでのプレーに取り組んだ。クラブからは契約延長を打診されたものの、これを固辞し、同年限りで退団。
2012年より、タイ・プレミアリーグのパタヤ・ユナイテッドFCへ加入。同年6月に中足骨を骨折。その後、外国籍枠の関係によりパタヤから契約解除の申し出を受け退団した。
2012年9月、ラトビア・ヴィルスリーガのFBグルベネへ移籍。
2013年3月、ポーランド・KSグバルディア・コシャリンへ移籍。右のサイドアタッカーとして出場を続けた。2014年5月の第28節チェミク・ポリツェ戦でハットトリック達成。
2022年3月5日、自身のtwitterにて現役引退を発表した。

## 所属クラブ
- 名古屋FC (名古屋市立上野小学校、名古屋市立振甫中学校[28])
- 2003年 - 2005年 青森山田高校
- 2006年 - 2008年  FC東京
  - 2008年  ガイナーレ鳥取 (期限付き移籍)
- 2009年 - 2010年  ガイナーレ鳥取
- 2011年  ブラウブリッツ秋田
- 2012年3月 - 2012年07月  パタヤ・ユナイテッドFC
- 2012年9月 - 2012年11月  FBグルベネ
- 2013年3月 - 2015年06月  KSグバルディア・コシャリン
- 2015年7月 - 2015年12月  MKSドラヴァ・ドラフスコ・ポモルスキエ
- 2016年1月 - 2016年06月  ムンバイFC
- 2016年6月 - 2017年04月  ラムパーンFC
- 2017年7月 - 2017年12月  トヨタ蹴球団[29]
- 2018年  JPVマリキナFC[30]
- 2019年 - 2022年  MKSイランカ・ジェピン

## 個人成績
| 国内大会個人成績 | 国内大会個人成績 | 国内大会個人成績 | 国内大会個人成績 | 国内大会個人成績             | 国内大会個人成績           | 国内大会個人成績 | 国内大会個人成績 | 国内大会個人成績 | 国内大会個人成績 | 国内大会個人成績 | 国内大会個人成績 |
| 年度             | クラブ           | 背番号           | リーグ           | リーグ戦                     | リーグ戦                   | リーグ杯         | リーグ杯         | オープン杯       | オープン杯       | 期間通算         | 期間通算         |
| 年度             | クラブ           | 背番号           | リーグ           | 出場                         | 得点                       | 出場             | 得点             | 出場             | 得点             | 出場             | 得点             |
| 日本             | 日本             | 日本             | 日本             | リーグ戦                     | リーグ戦                   | リーグ杯         | リーグ杯         | 天皇杯           | 天皇杯           | 期間通算         | 期間通算         |
| ---------------- | ---------------- | ---------------- | ---------------- | ---------------------------- | -------------------------- | ---------------- | ---------------- | ---------------- | ---------------- | ---------------- | ---------------- |
| 2006             | FC東京           | 33               | J1               | 3                            | 0                          | 3                | 0                | 0                | 0                | 6                | 0                |
| 2007             | FC東京           | 33               | J1               | 0                            | 0                          | 0                | 0                | 0                | 0                | 0                | 0                |
| 2008             | 鳥取             | 15               | JFL              | 29                           | 11                         | -                | -                | 1                | 0                | 30               | 11               |
| 2009             | 鳥取             | 29               | JFL              | 19                           | 6                          | -                | -                | 0                | 0                | 19               | 6                |
| 2010             | 鳥取             | 29               | JFL              | 8                            | 1                          | -                | -                | 0                | 0                | 8                | 1                |
| 2011             | 秋田             | 19               | JFL              | 20                           | 2                          | -                | -                | 2                | 1                | 22               | 3                |
| タイ             | タイ             | タイ             | タイ             | リーグ戦                     | リーグ戦                   | リーグ杯         | リーグ杯         | FA杯             | FA杯             | 期間通算         | 期間通算         |
| 2012 (en)        | パタヤU          | 25               | TPL              |                              |                            |                  |                  |                  |                  |                  |                  |
| ラトビア         | ラトビア         | ラトビア         | ラトビア         | リーグ戦                     | リーグ戦                   | リーグ杯         | リーグ杯         | ラトビア杯       | ラトビア杯       | 期間通算         | 期間通算         |
| 2012 (en)        | グルベネ         | 9                | ヴィルス         | 9                            | 0                          | -                | -                | -                | -                | 9                | 0                |
| ポーランド       | ポーランド       | ポーランド       | ポーランド       | リーグ戦                     | リーグ戦                   | リーグ杯         | リーグ杯         | オープン杯       | オープン杯       | 期間通算         | 期間通算         |
| 2012-13 (pl)     | コシャリン       | -                | 3.リガ           | 8                            | 0                          |                  |                  |                  |                  |                  |                  |
| 2013-14 (pl)     | コシャリン       | -                | 3.リガ           | 29                           | 6                          |                  |                  |                  |                  |                  |                  |
| 2014-15 (pl)     | コシャリン       | -                | 3.リガ           | 28                           | 7                          |                  |                  |                  |                  |                  |                  |
| 2015-16 (pl)     | D.ポモルスキエ   | -                | 3.リガ           | 15                           | 4                          |                  |                  |                  |                  |                  |                  |
| インド           | インド           | インド           | インド           | リーグ戦                     | リーグ戦                   | リーグ杯         | リーグ杯         | オープン杯       | オープン杯       | 期間通算         | 期間通算         |
| 2015-16 (en)     | ムンバイ         | 9                | Iリーグ          | 14                           | 3                          |                  |                  |                  |                  |                  |                  |
| タイ             | タイ             | タイ             | タイ             | リーグ戦                     | リーグ戦                   | リーグ杯         | リーグ杯         | FA杯             | FA杯             | 期間通算         | 期間通算         |
| 2016 (en)        | ラムパーン       | 8                | Div1             | 8                            | 1                          |                  |                  |                  |                  |                  |                  |
| 2017 (en)        | ラムパーン       | 8                | T2               | 3                            | 0                          |                  |                  |                  |                  |                  |                  |
| 日本             | 日本             | 日本             | 日本             | リーグ戦                     | リーグ戦                   | リーグ杯         | リーグ杯         | 天皇杯           | 天皇杯           | 期間通算         | 期間通算         |
| 2017             | トヨタ           | 23               | 東海1部          | 3                            | 0                          | -                | -                | -                | -                | 3                | 0                |
| 通算             | 日本             | 日本             | J1               | 3                            | 0                          | 3                | 0                | 0                | 0                | 6                | 0                |
| 通算             | 日本             | 日本             | JFL              | 76                           | 20                         | -                | -                | 3                | 1                | 79               | 21               |
| 通算             | 日本             | 日本             | 東海1部          | 3                            | 0                          | -                | -                | 0                | 0                | 3                | 0                |
| 通算             | タイ             | タイ             | TPL              | \|\|\|\|\|\|\|\|\|\|\|\|\|\| |                            |                  |                  |                  |                  |                  |                  |
| 通算             | タイ             | タイ             | T2               | 11                           | 1\|\|\|\|\|\|\|\|\|\|\|\|  |                  |                  |                  |                  |                  |                  |
| 通算             | ラトビア         | ラトビア         | ヴィルス         | 9                            | 0                          | -                | -                | -                | -                | 9                | 0                |
| 通算             | ポーランド       | ポーランド       | 3.リガ           | 80                           | 17\|\|\|\|\|\|\|\|\|\|\|\| |                  |                  |                  |                  |                  |                  |
| 通算             | インド           | インド           | Iリーグ          | 14                           | 3\|\|\|\|\|\|\|\|\|\|\|\|  |                  |                  |                  |                  |                  |                  |
| 総通算           | 総通算           | 総通算           | 総通算           | 196                          | 41                         | 3                | 0                | 3                | 1                | 202              | 42               |

## 個人タイトル
- 2004年 モンテギュー国際大会 得点王
- 2005年 第84回全国高等学校サッカー選手権大会 優秀選手賞

## 代表歴
- U-16日本代表
  - 2003年
  - 2004年 - モンテギュー国際大会、ミルクカップ、豊田国際ユースサッカー大会、北海道国際ユースサッカー大会、AFC U-17選手権2004
- U-17日本代表
  - 2005年 - サニックス杯国際ユースサッカー大会
- U-17東北代表
  - 2005年 - 第3回仙台カップ国際ユースサッカー大会
- U-18日本代表
  - 2005年
- U-19日本代表
  - 2006年 - 第30回SBSカップ・国際ユースサッカートーナメント
- U-20日本代表
  - 2007年 - ポルトガル遠征・Campos VerdesトーナメントU-20